# Superliga Brasileira de Voleibol Feminino de 2022 - Série C
A Superliga Brasileira de Voleibol Feminino de 2022 - Série C foi a 5ª edição desta competição organizada pela Confederação Brasileira de Voleibol. Trata-se da terceira divisão do Campeonato Brasileiro de Voleibol Feminino, a principal competição entre clubes de voleibol feminino do Brasil. A Superliga C substituiu a extinta Taça Prata.
Participaram do torneio vinte e um equipes provenientes de sete estados brasileiros e Distrito Federal. As vinte e um equipes participantes foram dividas em quatro grupos. Todos os times jogaram entre si dentro dos respectivos grupos. O campeão de cada sede se classificou para disputar a Superliga B Feminina 2023.

## Regulamento
A Superliga C feminina contou com a participação de 21 clubes espalhados em quatro sedes. Pelo formato definido para o torneio, os times foram divididos em quatro grupos para as sedes de Sorocaba, Rio de Janeiro e Brasília, estes com cinco participantes cada, apenas a sede de Irati com grupo único composto por seis clubes. O campeão de cada grupo garantirá a vaga na Superliga B 2023.

### Critérios de classificação nos grupos
1. Número de vitórias;
2. Pontos;
3. Razão de sets;
4. Razão de pontos;
5. Resultado da última partida entre os times empatados.

- Placar de 3–0 ou 3–1: 3 pontos para o vencedor, nenhum para o perdedor;
- Placar de 3–2: 2 pontos para o vencedor, 1 para o perdedor.

## Equipes participantes
Segue abaixo a lista das equipes participantes da Superliga Série C de 2022.
| Sede                | Grupo                         | Equipe                | Cidade           | Temporada 2021 |
| ------------------- | ----------------------------- | --------------------- | ---------------- | -------------- |
| Rio de Janeiro (RJ) |                               |                       |                  |                |
| –                   | Instituto Sirius              | São José dos Campos   | Estreante        |                |
| –                   | Mackenzie                     | Belo Horizonte        | 3º Sede Contagem |                |
| –                   | São José Vôlei                | São José dos Campos   | 5º Sede Taubaté  |                |
| –                   | Tijuca Zinzane                | Rio de Janeiro        | Estreante        |                |
| –                   | Vôlei Louveira                | Louveira              | 2º Sede Taubaté  |                |
| Sorocaba (SP)       |                               |                       |                  |                |
| –                   | América/São José do Rio Preto | São José do Rio Preto | 6º Sede Sorocaba |                |
| –                   | EC Praia Grande               | Praia Grande          | Estreante        |                |
| –                   | Realizar/FUPES                | Santos                | 4º Sede Taubaté  |                |
| –                   | SESI/Sorocaba                 | Sorocaba              | Estreante        |                |
| –                   | Vôlei Taubaté                 | Taubaté               | 3º Sede Taubaté  |                |
| Brasília (DF)       |                               |                       |                  |                |
| –                   | Brasiliense Vôlei             | Brasília              | Estreante        |                |
| –                   | Copergás/Uninassau            | Recife                | Estreante        |                |
| –                   | Mais Vôlei Brasília/UCB       | Brasília              | 5º Sede Contagem |                |
| –                   | Prevermed Vôlei               | Brasília              | Estreante        |                |
| –                   | Santa Cruz Vôlei              | Recife                | Não disputou     |                |
| Irati (PR)          |                               |                       |                  |                |
| –                   | ACV/Unoesc/Chapecó            | Chapecó               | 3º Sede Brusque  |                |
| –                   | Foz do Iguaçu/SMEL            | Foz do Iguaçu         | 4º Sede Sorocaba |                |
| –                   | Irati Vôlei                   | Irati                 | 5º Sede Sorocaba |                |
| –                   | Itajaí Vôlei                  | Itajaí                | 8º Superliga B   |                |
| –                   | Londrina Vôlei                | Londrina              | Não disputou     |                |
| –                   | São José dos Pinhais          | São José dos Pinhais  | Não disputou     |                |

## Locais das partidas
| Rio de Janeiro    | Brasília                 | Irati                       | Sorocaba          |
| ----------------- | ------------------------ | --------------------------- | ----------------- |
| Ginásio Tijuca    | Ginásio AABB             | Ginásio Agostinho Zarpellon | Sesi Sorocaba     |
| Capacidade: 2.000 | Capacidade: desconhecido | Capacidade: 2.500           | Capacidade: 1.000 |

## Fase Classificatória
- Vitória por 3 sets a 0 ou 3 a 1: 3 pontos para o vencedor;
- Vitória por 3 sets a 2: 2 pontos para o vencedor e 1 ponto para o perdedor.
- Não comparecimento, a equipe perde 2 pontos.
- Em caso de igualdade por pontos, os seguintes critérios servem como desempate: número de vitórias, razão de sets e razão de ralis.

|  |                       |
|  | Aceso a Série B 2023. |

### Sede Rio de Janeiro
|     |                  |     | Jogos | Jogos | Jogos | Resultados | Resultados | Resultados | Resultados | Resultados | Resultados | Sets | Sets | Sets  | Pontos | Pontos | Pontos |
| Pos | Equipe           | Pts | T     | V     | D     | 3–0        | 3–1        | 3–2        | 2–3        | 1–3        | 0–3        | V    | P    | R     | V      | P      | R      |
| --- | ---------------- | --- | ----- | ----- | ----- | ---------- | ---------- | ---------- | ---------- | ---------- | ---------- | ---- | ---- | ----- | ------ | ------ | ------ |
| 1   | Mackenzie        | 10  | 4     | 3     | 1     | 3          | 0          | 0          | 1          | 0          | 0          | 11   | 3    | 3.667 | 326    | 243    | 1.342  |
| 2   | Tijuca Zinzane   | 9   | 4     | 3     | 1     | 3          | 0          | 0          | 0          | 0          | 1          | 9    | 3    | 3,000 | 282    | 232    | 1.216  |
| 3   | Vôlei Louveira   | 8   | 4     | 3     | 1     | 2          | 0          | 1          | 0          | 0          | 1          | 9    | 5    | 1.800 | 301    | 288    | 1.045  |
| 4   | São José Vôlei   | 3   | 4     | 1     | 3     | 1          | 0          | 0          | 0          | 0          | 3          | 3    | 9    | 0.333 | 231    | 286    | 0.808  |
| 5   | Instituto Sirius | 0   | 4     | 0     | 4     | 0          | 0          | 0          | 0          | 0          | 4          | 0    | 12   | 0,000 | 209    | 300    | 0.697  |

#### 1ª Rodada
| Data   | Hora  |                  | Placar |                | Set 1 | Set 2 | Set 3 | Set 4 | Set 5 | Total | Relatório |
| ------ | ----- | ---------------- | ------ | -------------- | ----- | ----- | ----- | ----- | ----- | ----- | --------- |
| 03 nov | 17:00 | São José Vôlei   | 0–3    | Mackenzie      | 19–25 | 12–25 | 11–25 |       |       | 42–75 |           |
| 03 nov | 19:00 | Instituto Sirius | 0–3    | Vôlei Louveira | 18–25 | 18–25 | 13–25 |       |       | 49–75 |           |

#### 2ª Rodada
| Data   | Hora  |                | Placar |                  | Set 1 | Set 2 | Set 3 | Set 4 | Set 5 | Total | Relatório |
| ------ | ----- | -------------- | ------ | ---------------- | ----- | ----- | ----- | ----- | ----- | ----- | --------- |
| 04 nov | 17:00 | São José Vôlei | 3–0    | Instituto Sirius | 25–16 | 25–23 | 25–22 |       |       | 75–61 |           |
| 04 nov | 19:00 | Tijuca Zinzane | 3–0    | Vôlei Louveira   | 25–14 | 25–18 | 27–25 |       |       | 77–57 |           |

#### 3ª Rodada
| Data   | Hora  |                | Placar |                  | Set 1 | Set 2 | Set 3 | Set 4 | Set 5 | Total | Relatório |
| ------ | ----- | -------------- | ------ | ---------------- | ----- | ----- | ----- | ----- | ----- | ----- | --------- |
| 05 nov | 17:00 | Mackenzie      | 3–0    | Instituto Sirius | 25–16 | 25–16 | 25–20 |       |       | 75–52 |           |
| 05 nov | 19:00 | Tijuca Zinzane | 3–0    | São José Vôlei   | 25–21 | 25–20 | 25–12 |       |       | 75–53 |           |

#### 4ª Rodada
| Data   | Hora  |                | Placar |                | Set 1 | Set 2 | Set 3 | Set 4 | Set 5 | Total | Relatório |
| ------ | ----- | -------------- | ------ | -------------- | ----- | ----- | ----- | ----- | ----- | ----- | --------- |
| 06 nov | 17:00 | Vôlei Louveira | 3–0    | São José Vôlei | 25–20 | 25–21 | 25–20 |       |       | 75–61 |           |
| 06 nov | 19:00 | Tijuca Zinzane | 0–3    | Mackenzie      | 15–25 | 22–25 | 18–25 |       |       | 55–75 |           |

#### 5ª Rodada
| Data   | Hora  |                | Placar |                  | Set 1 | Set 2 | Set 3 | Set 4 | Set 5 | Total  | Relatório |
| ------ | ----- | -------------- | ------ | ---------------- | ----- | ----- | ----- | ----- | ----- | ------ | --------- |
| 07 nov | 17:00 | Vôlei Louveira | 3–2    | Mackenzie        | 25–22 | 9–25  | 20–25 | 25–18 | 15–11 | 94–101 |           |
| 07 nov | 19:00 | Tijuca Zinzane | 3–0    | Instituto Sirius | 25–15 | 25–17 | 25–15 |       |       | 75–47  |           |

### Sede Sorocaba
|     |                               |     | Jogos | Jogos | Jogos | Resultados | Resultados | Resultados | Resultados | Resultados | Resultados | Sets | Sets | Sets   | Pontos | Pontos | Pontos |
| Pos | Equipe                        | Pts | T     | V     | D     | 3–0        | 3–1        | 3–2        | 2–3        | 1–3        | 0–3        | V    | P    | R      | V      | P      | R      |
| --- | ----------------------------- | --- | ----- | ----- | ----- | ---------- | ---------- | ---------- | ---------- | ---------- | ---------- | ---- | ---- | ------ | ------ | ------ | ------ |
| 1   | Vôlei Taubaté                 | 12  | 4     | 4     | 0     | 3          | 1          | 0          | 0          | 0          | 0          | 12   | 1    | 12,000 | 318    | 219    | 1.452  |
| 2   | SESI/Sorocaba                 | 9   | 4     | 3     | 1     | 2          | 1          | 0          | 0          | 1          | 0          | 10   | 4    | 2.500  | 325    | 225    | 1.444  |
| 3   | Realizar/FUPES                | 6   | 4     | 2     | 2     | 2          | 0          | 0          | 0          | 1          | 1          | 7    | 6    | 1.167  | 279    | 283    | 0.986  |
| 4   | América/São José do Rio Preto | 3   | 4     | 1     | 3     | 1          | 0          | 0          | 0          | 0          | 3          | 3    | 9    | 0.333  | 229    | 284    | 0.806  |
| 5   | EC Praia Grande               | 0   | 4     | 0     | 4     | 0          | 0          | 0          | 0          | 0          | 4          | 0    | 12   | 0,000  | 160    | 300    | 0.533  |

#### 1ª Rodada
| Data   | Hora  |                               | Placar |                 | Set 1 | Set 2 | Set 3 | Set 4 | Set 5 | Total | Relatório |
| ------ | ----- | ----------------------------- | ------ | --------------- | ----- | ----- | ----- | ----- | ----- | ----- | --------- |
| 05 nov | 14:00 | Realizar/FUPES                | 0–3    | Vôlei Taubaté   | 14–25 | 22–25 | 17–25 |       |       | 53–75 |           |
| 05 nov | 16:00 | América/São José do Rio Preto | 3–0    | EC Praia Grande | 25–23 | 25–17 | 25–19 |       |       | 75–59 |           |

#### 2ª Rodada
| Data   | Hora  |                | Placar |                               | Set 1 | Set 2 | Set 3 | Set 4 | Set 5 | Total | Relatório |
| ------ | ----- | -------------- | ------ | ----------------------------- | ----- | ----- | ----- | ----- | ----- | ----- | --------- |
| 06 nov | 14:00 | Realizar/FUPES | 3–0    | América/São José do Rio Preto | 25–19 | 25–19 | 25–22 |       |       | 75–60 |           |
| 06 nov | 16:00 | SESI/Sorocaba  | 3–0    | EC Praia Grande               | 25–4  | 25–4  | 25–11 |       |       | 75–19 |           |

#### 3ª Rodada
| Data   | Hora  |               | Placar |                               | Set 1 | Set 2 | Set 3 | Set 4 | Set 5 | Total | Relatório |
| ------ | ----- | ------------- | ------ | ----------------------------- | ----- | ----- | ----- | ----- | ----- | ----- | --------- |
| 07 nov | 16:00 | Vôlei Taubaté | 3–0    | América/São José do Rio Preto | 25–19 | 25–15 | 25–23 |       |       | 75–57 |           |
| 07 nov | 18:00 | SESI/Sorocaba | 3–1    | Realizar/FUPES                | 25–11 | 23–25 | 25–18 | 25–22 |       | 98–76 |           |

#### 4ª Rodada
| Data   | Hora  |                 | Placar |                | Set 1 | Set 2 | Set 3 | Set 4 | Set 5 | Total | Relatório |
| ------ | ----- | --------------- | ------ | -------------- | ----- | ----- | ----- | ----- | ----- | ----- | --------- |
| 08 nov | 16:00 | EC Praia Grande | 0–3    | Realizar/FUPES | 16–25 | 14–25 | 20–25 |       |       | 50–75 |           |
| 08 nov | 18:00 | SESI/Sorocaba   | 1–3    | Vôlei Taubaté  | 20–25 | 12–25 | 25–18 | 20–25 |       | 77–93 |           |

#### 5ª Rodada
| Data   | Hora  |                 | Placar |                               | Set 1 | Set 2 | Set 3 | Set 4 | Set 5 | Total | Relatório |
| ------ | ----- | --------------- | ------ | ----------------------------- | ----- | ----- | ----- | ----- | ----- | ----- | --------- |
| 09 nov | 16:00 | EC Praia Grande | 0–3    | Vôlei Taubaté                 | 12–25 | 7–25  | 13–25 |       |       | 32–75 |           |
| 09 nov | 18:00 | SESI/Sorocaba   | 3–0    | América/São José do Rio Preto | 25–12 | 25–13 | 25–12 |       |       | 75–37 |           |

### Sede Brasília
|     |                         |     | Jogos | Jogos | Jogos | Resultados | Resultados | Resultados | Resultados | Resultados | Resultados | Sets | Sets | Sets  | Pontos | Pontos | Pontos |
| Pos | Equipe                  | Pts | T     | V     | D     | 3–0        | 3–1        | 3–2        | 2–3        | 1–3        | 0–3        | V    | P    | R     | V      | P      | R      |
| --- | ----------------------- | --- | ----- | ----- | ----- | ---------- | ---------- | ---------- | ---------- | ---------- | ---------- | ---- | ---- | ----- | ------ | ------ | ------ |
| 1   | Copergás/Uninassau      | 12  | 4     | 4     | 0     | 4          | 0          | 0          | 0          | 0          | 0          | 12   | 0    | MAX   | 300    | 170    | 1.765  |
| 2   | Santa Cruz              | 8   | 4     | 3     | 1     | 1          | 1          | 1          | 0          | 0          | 1          | 9    | 6    | 1.500 | 315    | 294    | 1.071  |
| 3   | Prevermed Vôlei         | 7   | 4     | 2     | 2     | 2          | 0          | 0          | 1          | 0          | 1          | 8    | 6    | 1.333 | 284    | 297    | 0.956  |
| 4   | Mais Vôlei Brasília/UCB | 2   | 4     | 1     | 3     | 0          | 0          | 1          | 0          | 1          | 2          | 4    | 11   | 0.364 | 289    | 346    | 0.835  |
| 5   | Brasiliense Vôlei       | 1   | 4     | 0     | 4     | 0          | 0          | 0          | 1          | 0          | 3          | 2    | 12   | 0.167 | 247    | 328    | 0.753  |

#### 1ª Rodada
| Data   | Hora  |                    | Placar |                         | Set 1 | Set 2 | Set 3 | Set 4 | Set 5 | Total | Relatório |
| ------ | ----- | ------------------ | ------ | ----------------------- | ----- | ----- | ----- | ----- | ----- | ----- | --------- |
| 07 nov | 18:30 | Copergás/Uninassau | 3–0    | Mais Vôlei Brasília/UCB | 25–11 | 25–18 | 25–19 |       |       | 75–48 |           |
| 07 nov | 20:30 | Santa Cruz         | 3–0    | Brasiliense Vôlei       | 25–12 | 25–15 | 25–18 |       |       | 75–45 |           |

#### 2ª Rodada
| Data   | Hora  |                    | Placar |                   | Set 1 | Set 2 | Set 3 | Set 4 | Set 5 | Total | Relatório |
| ------ | ----- | ------------------ | ------ | ----------------- | ----- | ----- | ----- | ----- | ----- | ----- | --------- |
| 08 nov | 18:30 | Copergás/Uninassau | 3–0    | Santa Cruz        | 25–10 | 25–19 | 25–13 |       |       | 75–42 |           |
| 08 nov | 20:30 | Prevermed Vôlei    | 3–0    | Brasiliense Vôlei | 25–22 | 25–21 | 25–20 |       |       | 75–63 |           |

#### 3ª Rodada
| Data   | Hora  |                         | Placar |                    | Set 1 | Set 2 | Set 3 | Set 4 | Set 5 | Total | Relatório |
| ------ | ----- | ----------------------- | ------ | ------------------ | ----- | ----- | ----- | ----- | ----- | ----- | --------- |
| 09 nov | 18:30 | Mais Vôlei Brasília/UCB | 1–3    | Santa Cruz         | 25–21 | 22–25 | 15–25 | 19–25 |       | 81–96 |           |
| 09 nov | 20:30 | Prevermed Vôlei         | 0–3    | Copergás/Uninassau | 16–25 | 10–25 | 15–25 |       |       | 41–75 |           |

#### 4ª Rodada
| Data   | Hora  |                   | Placar |                         | Set 1 | Set 2 | Set 3 | Set 4 | Set 5 | Total | Relatório |
| ------ | ----- | ----------------- | ------ | ----------------------- | ----- | ----- | ----- | ----- | ----- | ----- | --------- |
| 10 nov | 18:30 | Brasiliense Vôlei | 0–3    | Copergás/Uninassau      | 10–25 | 17–25 | 12–25 |       |       | 39–75 |           |
| 10 nov | 20:30 | Prevermed Vôlei   | 3–0    | Mais Vôlei Brasília/UCB | 25–16 | 25–22 | 25–19 |       |       | 75–57 |           |

#### 5ª Rodada
| Data   | Hora  |                   | Placar |                         | Set 1 | Set 2 | Set 3 | Set 4 | Set 5 | Total   | Relatório |
| ------ | ----- | ----------------- | ------ | ----------------------- | ----- | ----- | ----- | ----- | ----- | ------- | --------- |
| 11 nov | 18:30 | Brasiliense Vôlei | 2–3    | Mais Vôlei Brasília/UCB | 16–25 | 25–16 | 22–25 | 25–22 | 12–15 | 100–103 |           |
| 11 nov | 20:30 | Prevermed Vôlei   | 2–3    | Santa Cruz              | 25–20 | 20–25 | 14–25 | 25–17 | 9–15  | 93–102  |           |

### Sede Irati
|     |                      |     | Jogos | Jogos | Jogos | Resultados | Resultados | Resultados | Resultados | Resultados | Resultados | Sets | Sets | Sets  | Pontos | Pontos | Pontos |
| Pos | Equipe               | Pts | T     | V     | D     | 3–0        | 3–1        | 3–2        | 2–3        | 1–3        | 0–3        | V    | P    | R     | V      | P      | R      |
| --- | -------------------- | --- | ----- | ----- | ----- | ---------- | ---------- | ---------- | ---------- | ---------- | ---------- | ---- | ---- | ----- | ------ | ------ | ------ |
| 1   | Itajaí Vôlei         | 15  | 5     | 5     | 0     | 3          | 2          | 0          | 0          | 0          | 0          | 15   | 2    | 7.500 | 423    | 320    | 1.322  |
| 2   | ACV/Unoesc/Chapecó   | 10  | 5     | 3     | 2     | 2          | 1          | 0          | 1          | 0          | 1          | 11   | 7    | 1.571 | 402    | 366    | 1.098  |
| 3   | Londrina Vôlei       | 7   | 5     | 3     | 2     | 1          | 0          | 2          | 0          | 1          | 1          | 10   | 10   | 1,000 | 454    | 452    | 1.004  |
| 4   | São José dos Pinhais | 6   | 5     | 2     | 3     | 1          | 1          | 0          | 0          | 0          | 3          | 6    | 10   | 0.600 | 343    | 392    | 0.875  |
| 5   | Irati Vôlei          | 5   | 5     | 1     | 4     | 1          | 0          | 0          | 2          | 2          | 0          | 9    | 12   | 0.750 | 444    | 484    | 0.917  |
| 6   | Foz do Iguaçu/SMEL   | 2   | 5     | 1     | 4     | 0          | 0          | 1          | 0          | 1          | 3          | 4    | 14   | 0.286 | 388    | 440    | 0.882  |

#### 1ª Rodada
| Data   | Hora  |                      | Placar |                    | Set 1 | Set 2 | Set 3 | Set 4 | Set 5 | Total | Relatório |
| ------ | ----- | -------------------- | ------ | ------------------ | ----- | ----- | ----- | ----- | ----- | ----- | --------- |
| 09 nov | 16:30 | Foz do Iguaçu/SMEL   | 0–3    | ACV/Unoesc/Chapecó | 18–25 | 22–25 | 20–25 |       |       | 60–75 |           |
| 09 nov | 19:00 | São José dos Pinhais | 0–3    | Irati Vôlei        | 21–25 | 23–25 | 21–25 |       |       | 65–75 |           |
| 09 nov | 21:00 | Itajaí Vôlei         | 3–1    | Londrina Vôlei     | 25–17 | 25–23 | 24–26 | 25–20 |       | 99–86 |           |

#### 2ª Rodada
| Data   | Hora  |                    | Placar |                      | Set 1 | Set 2 | Set 3 | Set 4 | Set 5 | Total   | Relatório |
| ------ | ----- | ------------------ | ------ | -------------------- | ----- | ----- | ----- | ----- | ----- | ------- | --------- |
| 10 nov | 16:30 | ACV/Unoesc/Chapecó | 3–0    | São José dos Pinhais | 25–12 | 25–22 | 25–14 |       |       | 75–48   |           |
| 10 nov | 19:00 | Irati Vôlei        | 2–3    | Londrina Vôlei       | 16–25 | 25–27 | 25–23 | 25–18 | 14–16 | 105–109 |           |
| 10 nov | 21:00 | Itajaí Vôlei       | 3–0    | Foz do Iguaçu/SMEL   | 25–20 | 25–18 | 25–17 |       |       | 75–55   |           |

#### 3ª Rodada
| Data   | Hora  |                      | Placar |                | Set 1 | Set 2 | Set 3 | Set 4 | Set 5 | Total   | Relatório |
| ------ | ----- | -------------------- | ------ | -------------- | ----- | ----- | ----- | ----- | ----- | ------- | --------- |
| 11 nov | 16:30 | São José dos Pinhais | 3–0    | Londrina Vôlei | 26–24 | 25–18 | 30–28 |       |       | 81–70   |           |
| 11 nov | 19:00 | Foz do Iguaçu/SMEL   | 3–2    | Irati Vôlei    | 22–25 | 25–16 | 23–25 | 26–24 | 20–18 | 116–108 |           |
| 11 nov | 21:00 | ACV/Unoesc/Chapecó   | 0–3    | Itajaí Vôlei   | 19–25 | 23–25 | 8–25  |       |       | 50–75   |           |

#### 4ª Rodada
| Data   | Hora  |                      | Placar |                    | Set 1 | Set 2 | Set 3 | Set 4 | Set 5 | Total | Relatório |
| ------ | ----- | -------------------- | ------ | ------------------ | ----- | ----- | ----- | ----- | ----- | ----- | --------- |
| 12 nov | 14:00 | Londrina Vôlei       | 3–0    | Foz do Iguaçu/SMEL | 25–17 | 25–13 | 33–31 |       |       | 83–61 |           |
| 12 nov | 16:00 | São José dos Pinhais | 0–3    | Itajaí Vôlei       | 14–25 | 12–25 | 24–26 |       |       | 50–76 |           |
| 12 nov | 18:30 | ACV/Unoesc/Chapecó   | 3–1    | Irati Vôlei        | 21–25 | 25–15 | 25–22 | 25–15 |       | 96–77 |           |

#### 5ª Rodada
| Data   | Hora  |                      | Placar |                    | Set 1 | Set 2 | Set 3 | Set 4 | Set 5 | Total   | Relatório |
| ------ | ----- | -------------------- | ------ | ------------------ | ----- | ----- | ----- | ----- | ----- | ------- | --------- |
| 13 nov | 13:00 | ACV/Unoesc/Chapecó   | 2–3    | Londrina Vôlei     | 23–25 | 26–24 | 25–17 | 19–25 | 13–15 | 106–106 |           |
| 13 nov | 15:00 | São José dos Pinhais | 3–1    | Foz do Iguaçu/SMEL | 27–25 | 22–25 | 25–23 | 25–23 |       | 99–96   |           |
| 13 nov | 17:30 | Itajaí Vôlei         | 3–1    | Irati Vôlei        | 25–13 | 25–23 | 23–25 | 25–18 |       | 98–79   |           |

## Equipes classificadas para a Superliga Série B 2023
As seguintes equipes conquistaram o direito ao acesso: 
| Equipe             | Cidade         |
| ------------------ | -------------- |
| Mackenzie          | Belo Horizonte |
| Vôlei Taubaté      | Taubaté        |
| Copergás/Uninassau | Recife         |
| Itajaí Vôlei       | Itajaí         |